# Vygantas Čekaitis
Vygantas Čekaitis (ryska: Вигантас Чякайтис: Vigantas Tjakajtis), född 28 mars 1961 i Kaunas i Litauiska SSR i Sovjetunionen, död 22 juni 2008 i Kaunas i Litauen, var en litauisk kanotist som tävlade för Sovjetunionen.
Han tog bland annat VM-silver i C-2 500 meter i samband med sprintvärldsmästerskapen i kanotsport 1981 i Nottingham.